# Francisco I. Madero, Jalisco
Francisco I. Madero är en ort i Mexiko.   Den ligger i kommunen Casimiro Castillo och delstaten Jalisco, i den södra delen av landet, 600 km väster om huvudstaden Mexico City. Francisco I. Madero ligger 288 meter över havet och antalet invånare är 323.
Terrängen runt Francisco I. Madero är varierad. Runt Francisco I. Madero är det ganska glesbefolkat, med 34 invånare per kvadratkilometer. Närmaste större samhälle är La Resolana, 14,0 km öster om Francisco I. Madero. I omgivningarna runt Francisco I. Madero växer i huvudsak lövfällande lövskog.